# Geolycosa habilis
Geolycosa habilis là một loài nhện trong họ Lycosidae.
Loài này thuộc chi Geolycosa. Geolycosa habilis được Carl Friedrich Roewer miêu tả năm 1960.